# Serie di Mercator
In matematica, per serie di Mercator o serie di Newton-Mercator si intende la serie di Taylor della funzione logaritmo naturale.
Essa è data dalla formula 
{\displaystyle \ln(1+x)=\sum _{n=1}^{+\infty }{\frac {(-1)^{n+1}}{n}}x^{n}=x-{\frac {x^{2}}{2}}+{\frac {x^{3}}{3}}-{\frac {x^{4}}{4}}+\ldots } ,
espressione valida per {\displaystyle -1<x\leq 1}.
Questa serie fu scoperta indipendentemente da Isaac Newton, Nicolaus Mercator e Gregorio di San Vincenzo. 
Fu pubblicata per la prima volta nel 1668 nel trattato Logarithmo-technica di Nicolaus Mercator.

## Derivazione
La serie può essere ricavata differenziando ripetutamente la funzione logaritmo naturale iniziando con 
{\displaystyle {\frac {d}{dx}}\ln x={\frac {1}{x}}.}
In alternativa, si può partire con l'uguaglianza (la serie geometrica): 
{\displaystyle 1+t+t^{2}+\ldots +t^{n-1}={\frac {1-t^{n}}{1-t}}\quad |t|<1,}
la quale fornisce, in ragione {\displaystyle -1<-t<1} e per {\displaystyle n\to +\infty }: 
{\displaystyle {\frac {1}{1+t}}=1-t+t^{2}-t^{3}+\cdots }
Integriamo i membri da {\displaystyle 0} a {\displaystyle x}:
{\displaystyle \int _{0}^{x}{\frac {dt}{1+t}}=\int _{0}^{x}(1-t+t^{2}-t^{3}+\cdots )\,dt,}
e svolgiamo questi integrali: il primo vale immediatamente
{\displaystyle \int _{0}^{x}{\frac {dt}{1+t}}=\int _{0}^{x}{\frac {(1+t)^{\prime }}{1+t}}\,dt=\ln {(x+1)},}
per il secondo, dato che la serie converge uniformemente per {\displaystyle |x|<1}, possiamo integrare termine a termine:
{\displaystyle \int _{0}^{x}{(1-t+t^{2}-t^{3}+\cdots )\,dt}=\int _{0}^{x}{dt}\ -\ \int _{0}^{x}{tdt}\ +\ \int _{0}^{x}{t^{2}dt}\ -\ \int _{0}^{x}{t^{3}dt}\ +\ \cdots =x\ -\ {\frac {x^{2}}{2}}\ +\ {\frac {x^{3}}{3}}\ -\ {\frac {x^{4}}{4}}\ +\ \cdots }
Quindi abbiamo ottenuto:
{\displaystyle x-{\frac {x^{2}}{2}}+{\frac {x^{3}}{3}}-{\frac {x^{4}}{4}}+\cdots =\sum _{k=1}^{+\infty }{\frac {(-1)^{k-1}x^{k}}{k}}=\ln(1+x)\quad {\mbox{ per }}|x|<1.}

## Caso particolare
Ponendo {\displaystyle x=1}, la serie di Mercator si riduce alla cosiddetta serie armonica a segni alterni
{\displaystyle \sum _{k=1}^{+\infty }{\frac {(-1)^{k+1}}{k}}=\ln 2.}
Si verifica infatti che la serie
{\displaystyle \sum _{k=1}^{+\infty }{\frac {(-1)^{k-1}x^{k}}{k}},}
converge uniformemente anche nel punto {\displaystyle x=1} (per il criterio di Leibniz), e pertanto, essendo somma di funzioni continue in quel punto (polinomi), è ivi continua. Allora la serie e la funzione {\displaystyle \ln {(1+x)}} ammettono lo stesso limite per {\displaystyle x\rightarrow 1^{-}}, cioè:
{\displaystyle \lim _{x\to 1^{-}}{\sum _{k=1}^{+\infty }{\frac {(-1)^{k-1}x^{k}}{k}}}=\lim _{x\to 1^{-}}{\ln {(1+x)}}=\ln {2}.}
Questa si può considerare anche caso particolare relativo a {\displaystyle z=1} della funzione eta di Dirichlet {\displaystyle \eta (z)}.